# Гарві Гіллен
Гарві Гіллен (Хав'єр Ґієн, англ. Javier 'Harvey' Guillén МФА: [ɡiˈʝen]; нар. 3 травня 1990) — американський актор, найбільш відомий своєю роллю Гільєрмо де ла Круза, фамільяра вампіра в телесеріалі «Чим ми займаємося в тінях» (2019—2021).

## Раннє життя
Харві Гільєн - син мексиканських іммігрантів. Він взяв собі ім'я Гарві, коли шкільні вчителі не могли вимовити його ім'я. Його батько, який був першою людиною, що заохотила його займатися акторською майстерністю, помер від раку легенів у 2017 році.

## Вибрана фільмографія
- 2025 — Компаньйон
- 2024 — Життя Чака
- 2024 — Ґарфілд у кіно
- 2023 — Бажання
- 2022 — Кіт у чоботях 2: Останнє бажання
- 2022 — Я в повному порядку
- 2021 — Mickey Mouse Funhouse
- 2019—2021 — Чим ми займаємося в тінях
- 2021 — Арчер
- 2021 — Дивовижний плейлист Зої
- 2017—2020 — Чарівники
- 2013—2018 — Грізна сімейка
- 2015 — Приємний на вигляд
- 2013 — Стажери
- 2010 — Пухлики